# Bahnhof AB
Bahnhof AB ist ein schwedischer Internet Service Provider (ISP). Das Unternehmen wurde 1994 vom Schriftsteller und Blogger Oscar Swartz als erster unabhängiger ISP Schwedens gegründet und ist heute einer der größten ISPs Schwedens. Firmensitz ist die Science City Kista, ein Stadtteil im Nordwesten Stockholms. Oscar Swartz verließ Bahnhof 2004 nach internen Differenzen. Seit Ende 2007 ist das Unternehmen an der Stockholmer Börse notiert. Es wird derzeit von Jon Karlung (verkställande direktör, CEO) geleitet.

## „Pionen White Mountains“ Data Center
Bahnhofs größtes Rechenzentrum ist das „Pionen White Mountains“ Data Center, das sich im (in den 1970er-Jahren für die schwedische Regierung errichteten, „atombombensicheren“) früheren Zivilschutzbunker „Pionen“ unter 30 Metern Fels unterhalb des Parks „Vita bergen (Weiße Berge)“ im Stockholmer Innenstadtbezirk Södermalm befindet. Dieser Bunker war 2006–2008 unter der Leitung von Albert France-Lanord Architects für die Nutzung als Rechenzentrum adaptiert worden.

## Selbstverständnis, politischer Akteur
Bahnhof erfüllt seit Jahren eine weit über Schwedens Grenzen hinaus wirksame politische Vorreiterfunktion im Kampf um persönliche Schutz- und Freiheitsrechte im Internet: Bahnhof versteht sich als „Free Speech Provider“, setzt sich gegen staatliche Überwachung elektronischer Medien ein, unterminiert die schwedischen Anti-Filesharing-Gesetze, indem es die IP-Adressen seiner Kunden zerstört und beabsichtigt, Vorratsdatenspeicherung (sobald Gesetz) mittels VPN auszuhebeln.
Im März 2005 beschlagnahmte die schwedische Polizei in einem Firmengebäude von Bahnhof vier Server in der Hoffnung, darauf urheberrechtlich geschütztes Material zu finden. Bahnhof machte geltend, diese Server, die in einem Network-Lab-Bereich in der Nähe des Bahnhof-eigenen Serverparks aufgestellt waren, seien nicht Firmeneigentum, sondern Privateigentum von Mitarbeitern, und konnte schließlich nachweisen, dass im Auftrag von Svenska Antipiratbyrån, der schwedischen Organisation zur Bekämpfung von Urheberrechtsverletzungen, die diesen Polizeieinsatz bewirkt hatte, Urheberrechtsverletzungen bezeugendes Material auf diese Server eingeschleust worden war.
Anfang Dezember 2010 wurde bekannt, dass die Whistleblower-Internetplattform WikiLeaks ihre Daten auch in Bahnhofs „Pionen White Mountains“ Data Center untergebracht hat, nachdem Amazon das Hosting der WikiLeaks-Server aufgekündigt hatte. Bahnhof betont, dass es die beiden WikiLeaks-Server isoliert hat, sodass im Falle einer Attacke andere Kunden nicht betroffen sein können, und dass es WikiLeaks „wie jeden anderen Kunden auch“ behandle.
Ende Januar 2011 gab Bahnhof bekannt, künftig ihren gesamten Datenverkehr über VPN zu routen, um die (einer EU-Richtlinie folgend) vom schwedischen Justizministerium geplante verdachtslose Vorratsdatenspeicherung der Verkehrsdaten ihrer Kunden zu verunmöglichen. Andere ISPs wollen diesem Beispiel folgen.